# Mary Ellen Trainor
Mary Ellen Trainor (San Francisco, 8 luglio 1952 – Montecito, 20 maggio 2015) è stata un'attrice statunitense.

## Biografia
Debuttò nel cinema nel 1984 con il film All'inseguimento della pietra verde.
Trainor è principalmente ricordata per il ruolo della dottoressa Stephanie Woods in Arma letale (1987), Arma letale 2 (1989), Arma letale 3 (1992) e Arma letale 4 (1998), e come Harriet Walsh in I Goonies (1985). Interpretò inoltre il ruolo di Diane Evans nella serie TV Roswell tra il 1999 e il 2002. 
Lavorò spesso in film diretti dall'allora marito Robert Zemeckis, con cui fu sposata dal 1980 al 2000 e dal quale ebbe un figlio, Alexander (1985).
Morì per un tumore al pancreas il 20 maggio 2015 all'età di 62 anni.

## Filmografia parziale
- All'inseguimento della pietra verde (Romancing the Stone), regia di Robert Zemeckis (1984)
- I Goonies (The Goonies), regia di Richard Donner (1985)
- Arma letale (Lethal Weapon), regia di Richard Donner (1987)
- Scuola di mostri (The Monster Squad), regia di Fred Dekker (1987)
- S.O.S. fantasmi (Scrooged), regia di Richard Donner (1988)
- Trappola di cristallo (Die Hard), regia di John McTiernan (1988)
- Ghostbusters II - Acchiappafantasmi II (Ghostbusters II), regia di Ivan Reitman (1989)
- Arma letale 2 (Lethal Weapon 2), regia di Richard Donner (1989)
- Ritorno al futuro - Parte II (Back to the Future - Part II), regia di Robert Zemeckis (1989)
- Apache - Pioggia di fuoco (Fire Bird), regia di David Green (1990)
- Arma letale 3 (Lethal Weapon 3), regia di Richard Donner (1992)
- La morte ti fa bella (Death Becomes Her), regia di Robert Zemeckis (1992)
- Caro zio Joe (Greedy), regia di Jonathan Lynn (1994)
- Forrest Gump, regia di Robert Zemeckis (1994)
- Piccoli campioni (Little Giants), regia di Duwayne Dunham (1994)
- Congo, regia di Frank Marshall (1995)
- Decisione critica (Executive Decision), regia di Stuart Baird (1996)
- Arma letale 4 (Lethal Weapon 4), regia di Richard Donner (1998)
- La mia adorabile nemica (Anywhere But Here), regia di Wayne Wang (1999)
- Moonlight Mile - Voglia di ricominciare (Moonlight Mile), regia di Brad Silberling (2002)
- Quel pazzo venerdì (Freaky Friday), regia di Mark Waters (2003)

## Doppiatrici italiane
- Roberta Greganti in All'inseguimento della pietra verde
- Maria Pia Di Meo in I Goonies
- Silvia Pepitoni in Trappola di cristallo
- Stefanella Marrama in Ritorno al futuro - Parte II
- Rossella Izzo in Arma letale, Arma letale 2
- Barbara Castracane in Arma letale 3
- Liliana Sorrentino in Arma letale 4
- Tiziana Avarista in La morte ti fa bella
- Ludovica Modugno in Apache - Pioggia di fuoco
- Serena Verdirosi in Caro zio Joe